# Alexis Mailloux
Pour les articles homonymes, voir Mailloux.
Alexis Mailloux (1801-1877) est un prêtre canadien connu pour avoir été le premier à écrire l'histoire de l'Île-aux-Coudres.
Né à l'île-aux-Coudres, le 8 janvier 1801, fils d'Amablo Mailloux et de Thôcle Lajoie, il fut ordonné le 28 mai 1825. Il devint chapelain à Saint-Roch en 1829, premier curé de Saint-Roch-de-Québec en 1833, et de la Rivière-du-Loup, district de Kamouraska en 1834. Directeur du collège de Sainte-Anne 1835, il fut curé de la même paroisse avant de servir à titre de vicaire général en 1838. 
En 1848, il laisse la cure de Sainte-Anne pour se livrer exclusivement à la prédication des retraites, et à l'établissement des sociétés de tempérance. Il fut missionnaire aux Illinois pour y combattre le schisme chiniquiste en 1856. De retour au Canada, en 1862, il continue l'œuvre dos retraites ; 1863, curé de Bonaventure ; 1864, donne des retraites dans les diocèses de la province ecclésiastique de Québec. 
Il se retire à Saint-Henri-de-Lauzon, où il meurt le 4 août 1877 à l'âge de 76 ans. Il est inhumé, le 8 du même mois, à l'île-aux-Coudres.